# Har Uzrar
Har Uzrar (hebrejsky: הר עזרר) je vrch o nadmořské výšce 538 metrů v centrálním Izraeli, v pohoří Judské hory.
Nachází se cca 16 kilometrů severozápadně od centra Jeruzaléma a cca 1 kilometr severně od vesnice Nataf. Má podobu výrazného, převážně odlesněného hřbetu, jehož svahy spadají do hlubokých údolí, jimiž protékají vádí. Výrazný je zejména sráz na jižní straně, do údolí vádí Nachal Kfira a jeho přítoku Nachal Sumir, na severu je to údolí Nachal Bejt Chanan. Hora leží na dotyku s bývalým nárazníkovým pásmem, které do roku 1967 oddělovalo území pod kontrolou Jordánska (Západní břeh Jordánu) a Izraele v prostoru okolo takzvaného latrunského výběžku. Dál k severu vyrostla počátkem 21. století přibližně podél takzvané Zelené linie Izraelská bezpečnostní bariéra. Hora je turisticky využívána.